# Llista de rellotges de sol del Tarragonès
Llista de rellotges de sol instal·lats de forma permanent en espais públics de la comarca del Tarragonès.

## Altafulla
| Nom                            | Descripció | Localització                           | Coordenades                                          | Fitxa | Imatge                                                               |
| ------------------------------ | ---------- | -------------------------------------- | ---------------------------------------------------- | ----- | -------------------------------------------------------------------- |
| Botigues de Mar, 45            |            | Altafulla Botigues de Mar, 45          | 41° 08′ 04″ N, 1° 22′ 41″ E / 41.134450°N,1.378050°E | fitxa | Carregueu una nova foto                                              |
| Botigues de Mar, 9             |            | Altafulla Botigues de Mar, 9           | 41° 08′ 03″ N, 1° 22′ 33″ E / 41.134167°N,1.375917°E | fitxa | Carregueu una nova foto                                              |
| Can Gatell                     |            | Altafulla Carreró de l'Espinac         | 41° 08′ 31″ N, 1° 22′ 31″ E / 41.141917°N,1.375233°E | fitxa | Carregueu una nova foto                                              |
| Castell d'Altafulla            |            | Altafulla                              | 41° 08′ 34″ N, 1° 22′ 32″ E / 41.142733°N,1.375650°E | fitxa | Carregueu una nova foto                                              |
| Ermita de Sant Antoni de Pàdua |            | Altafulla                              | 41° 08′ 53″ N, 1° 22′ 22″ E / 41.147933°N,1.372767°E | fitxa | Ermita de Sant Antoni de Pàdua (Altafulla) · Carregueu una nova foto |
| Pallissa de Can Barceló        |            | Altafulla Carreró del camí de l'ermita | 41° 08′ 40″ N, 1° 22′ 31″ E / 41.144483°N,1.375217°E | fitxa | Carregueu una nova foto                                              |

## La Canonja
| Nom                   | Descripció | Localització                                  | Coordenades                                          | Fitxa | Imatge                                                       |
| --------------------- | ---------- | --------------------------------------------- | ---------------------------------------------------- | ----- | ------------------------------------------------------------ |
| Castell de Mas Ricart |            | La Canonja Pl. del Castell, 1                 | 41° 07′ 10″ N, 1° 10′ 59″ E / 41.11935°N,1.18316°E   | fitxa | Castell de Mas Ricart (la Canonja) · Carregueu una nova foto |
| La Boella             |            | La Canonja Autovia Tarragona-Reus T-11, km 12 | 41° 08′ 15″ N, 1° 10′ 09″ E / 41.137500°N,1.169167°E | fitxa | Carregueu una nova foto                                      |

## Constantí
| Nom                               | Descripció | Localització                                         | Coordenades                                          | Fitxa | Imatge                                                                                    |
| --------------------------------- | ---------- | ---------------------------------------------------- | ---------------------------------------------------- | ----- | ----------------------------------------------------------------------------------------- |
| Església parroquial de Sant Feliu |            | Constantí Pl. del Castell - C. Major, en el campanar | 41° 09′ 14″ N, 1° 12′ 45″ E / 41.153939°N,1.212551°E | fitxa | Església parroquial de Sant Feliu (Constantí) · Vegeu més fotos · Carregueu una nova foto |
| Mas Montaner                      |            | Constantí                                            |                                                      | fitxa | Carregueu una nova foto                                                                   |

## Creixell
| Nom                     | Descripció | Localització                 | Coordenades                                            | Fitxa | Imatge                  |
| ----------------------- | ---------- | ---------------------------- | ------------------------------------------------------ | ----- | ----------------------- |
| Carrer de Sant Jaume, 2 |            | Creixell C. de Sant Jaume, 2 | 41° 10′ 06″ N, 1° 26′ 26″ E / 41.1682962°N,1.4406025°E | fitxa | Carregueu una nova foto |

## Roda de Berà
| Nom                        | Descripció               | Localització                    | Coordenades                                          | Fitxa | Imatge                  |
| -------------------------- | ------------------------ | ------------------------------- | ---------------------------------------------------- | ----- | ----------------------- |
| Avinguda Sant Jordi, 13    | Inscripció: Tempus fugit | Roda de Berà Av. Sant Jordi, 13 | 41° 10′ 59″ N, 1° 27′ 26″ E / 41.183033°N,1.457167°E | fitxa | Carregueu una nova foto |
| Masia davant l'Arc de Berà |                          | Roda de Berà                    |                                                      | fitxa | Carregueu una nova foto |
| Port Barà                  |                          | Roda de Berà Camí del Pinar     | 41° 10′ 11″ N, 1° 29′ 00″ E / 41.169850°N,1.483233°E | fitxa | Carregueu una nova foto |

## Salomó
| Nom                             | Descripció            | Localització                | Coordenades                                          | Fitxa | Imatge                                          |
| ------------------------------- | --------------------- | --------------------------- | ---------------------------------------------------- | ----- | ----------------------------------------------- |
| Cal Cadernal, casa de Josep Nin | Inscripció: Any 1902  | Salomó C. de Josep Nin, 5-9 | 41° 13′ 47″ N, 1° 22′ 24″ E / 41.229717°N,1.373433°E | fitxa | Cal Cadernal (Salomó) · Carregueu una nova foto |
| Vinya la Font                   | Inscripció: 1935 J.B. | Salomó Ctra. T-204 km 7,600 | 41° 14′ 21″ N, 1° 22′ 15″ E / 41.239217°N,1.370700°E | fitxa | Carregueu una nova foto                         |

## Salou
| Nom                      | Descripció                            | Localització               | Coordenades                                          | Fitxa | Imatge                                                          |
| ------------------------ | ------------------------------------- | -------------------------- | ---------------------------------------------------- | ----- | --------------------------------------------------------------- |
| Carretera C-31B km 1,400 |                                       | Salou Ctra. C-31B km 1,400 | 41° 05′ 16″ N, 1° 08′ 02″ E / 41.087750°N,1.134000°E | fitxa | Carregueu una nova foto                                         |
| Can Cardona              |                                       | Salou Ctra. T-325 km 1     | 41° 05′ 04″ N, 1° 07′ 10″ E / 41.084550°N,1.119483°E | fitxa | Carregueu una nova foto                                         |
| Mas Ponç                 |                                       | Salou Ctra. T-325 km 0,200 | 41° 05′ 21″ N, 1° 07′ 41″ E / 41.089150°N,1.127917°E | fitxa | Carregueu una nova foto                                         |
| Passeig Jaume I          | Inscripció: Que sigui llum i llum fou | Salou Pg. Jaume I          |                                                      | fitxa | Carregueu una nova foto                                         |
| Xalet Bonet              |                                       | Salou Pg. Jaume I, 1-2     | 41° 04′ 32″ N, 1° 07′ 57″ E / 41.075659°N,1.132535°E | fitxa | Xalet Bonet (Salou) · Vegeu més fotos · Carregueu una nova foto |

## La Secuita
| Nom                  | Descripció | Localització                                  | Coordenades                                          | Fitxa | Imatge                                                     |
| -------------------- | ---------- | --------------------------------------------- | ---------------------------------------------------- | ----- | ---------------------------------------------------------- |
| Ca la Vila, sud-oest |            | La Secuita Pl. Major - c. Major. Les Gunyoles | 41° 12′ 59″ N, 1° 15′ 09″ E / 41.216522°N,1.252545°E | fitxa | Carregueu una nova foto                                    |
| Ca la Vila, sud-est  |            | La Secuita Pl. Major, 1. Les Gunyoles         | 41° 12′ 59″ N, 1° 15′ 09″ E / 41.216520°N,1.252563°E | fitxa | Ca la Vila, sud-est (la Secuita) · Carregueu una nova foto |

## Tarragona
| Nom                          | Descripció                                                                       | Localització                                                                      | Coordenades                                            | Fitxa | Imatge                                                      |
| ---------------------------- | -------------------------------------------------------------------------------- | --------------------------------------------------------------------------------- | ------------------------------------------------------ | ----- | ----------------------------------------------------------- |
| Balcó del Mediterrani        | Horitzontal. Inscripció: Solem detexiteque sol hic si manes tarragonis vrit amor | Tarragona Av. de les Palmeres, prop de l'amfiteatre romà                          |                                                        | fitxa | Balcó del Mediterrani (Tarragona) · Carregueu una nova foto |
| C. de Josep Ras i Claravalls |                                                                                  | Tarragona C. de Josep Ras i Claravalls, façana lateral                            |                                                        | fitxa | Carregueu una nova foto                                     |
| Carrer de l'Or               |                                                                                  | Tarragona C. de l'Or, Polígon Industrial Riu Clar, pati interior de casa en runes |                                                        | fitxa | Carregueu una nova foto                                     |
| Via Augusta, 52-54           |                                                                                  | Tarragona Via Augusta 52-54                                                       |                                                        | fitxa | Carregueu una nova foto                                     |
| Via Augusta, 58              |                                                                                  | Tarragona Via Augusta, 58                                                         |                                                        | fitxa | Carregueu una nova foto                                     |
| Port Esportiu de Tarragona   | Equatorial cilíndric                                                             | Tarragona Pg. Marítim, entre l'Autoritat Portuària i la Comandància de Marina                                                                                  |                                                        | fitxa | Carregueu una nova foto                                     |
| Antic Convent dels Caputxins |                                                                                  | Tarragona C. dels Caputxins, 3. Barri del Port                                    | 41° 06′ 47″ N, 1° 15′ 00″ E / 41.1129937°N,1.2500826°E | fitxa | Carregueu una nova foto                                     |
| Cal Madró                    |                                                                                  | Tarragona C. Major, 18. Monnars                                                   | 41° 08′ 08″ N, 1° 18′ 20″ E / 41.135517°N,1.305583°E   | fitxa | Carregueu una nova foto                                     |
| Mas Rabassa - I              | Inscripció: Mas Rabassa                                                          | Tarragona Ctra. N-340, km 1168,2. Tamarit                                         | 41° 07′ 57″ N, 1° 18′ 40″ E / 41.132583°N,1.311167°E   | fitxa | Carregueu una nova foto                                     |
| Mas Rabassa - II             | Inscripció: Relox qve señala con el sol las oras planetarias                     | Tarragona Ctra. N-340, km 1168,2. Tamarit                                         | 41° 07′ 58″ N, 1° 18′ 40″ E / 41.132650°N,1.311017°E   | fitxa | Carregueu una nova foto                                     |
| Mas Rabassa - III            | Circular emmarcat                                                                | Tarragona Ctra. N-340, km 1168,2. Tamarit                                         | 41° 07′ 57″ N, 1° 18′ 38″ E / 41.132600°N,1.310533°E   | fitxa | Carregueu una nova foto                                     |
| Mas d'en Sol                 |                                                                                  | Tarragona Rambla del Lleó Menor, 6. Urb. Sol i Mar                                | 41° 08′ 05″ N, 1° 18′ 24″ E / 41.134833°N,1.306650°E   | fitxa | Carregueu una nova foto                                     |

## Torredembarra
| Nom                        | Descripció | Localització                             | Coordenades                                          | Fitxa | Imatge                                                               |
| -------------------------- | ---------- | ---------------------------------------- | ---------------------------------------------------- | ----- | -------------------------------------------------------------------- |
| Cal Panxo                  |            | Torredembarra C. Antoni Roig, 45         | 41° 08′ 41″ N, 1° 23′ 59″ E / 41.14460°N,1.39966°E   | fitxa | Cal Panxo (Torredembarra) · Carregueu una nova foto                  |
| Baixada de Sant Antoni, 24 |            | Torredembarra Baixada de Sant Antoni, 24 | 41° 08′ 43″ N, 1° 23′ 51″ E / 41.145227°N,1.397515°E |       | Baixada de Sant Antoni, 24 (Torredembarra) · Carregueu una nova foto |

## Vespella de Gaià
| Nom        | Descripció | Localització                                 | Coordenades                                          | Fitxa | Imatge                  |
| ---------- | ---------- | -------------------------------------------- | ---------------------------------------------------- | ----- | ----------------------- |
| Mas Gatell |            | Vespella de Gaià Ctra. T-202 km 10,500; camí | 41° 13′ 05″ N, 1° 23′ 26″ E / 41.218033°N,1.390417°E | fitxa | Carregueu una nova foto |

## Vila-seca
| Nom                                | Descripció | Localització | Coordenades                                          | Fitxa | Imatge                  |
| ---------------------------------- | ---------- | ------------ | ---------------------------------------------------- | ----- | ----------------------- |
| Església parroquial de Sant Esteve |            | Vila-seca Pl. de l'Església             | 41° 06′ 39″ N, 1° 08′ 42″ E / 41.110950°N,1.145067°E | fitxa | Carregueu una nova foto |